# Алмаз (теория графов)
Алмаз — планарный неориентированный граф с 4 вершинами и 5 рёбрами. Граф представляет собой полный граф {\displaystyle K_{4}} без одного ребра.
Радиус алмаза равен 1, диаметр равен 2, обхват равен 3, хроматический индекс  и хроматическое число равны 3. Граф также вершинно 2-связен и рёберно 2-связен, имеет грациозную разметку и является гамильтоновым.

## Графы без алмазов и запрещённые миноры
Граф является свободным от алмазов, если он не содержит алмаза в качестве порождённого подграфа. Графы без треугольников являются свободными от алмазов, поскольку любой алмаз содержит треугольник. 
Семейство графов, в котором каждая связная компонента является кактусом,  замкнуто вниз относительно операции образования минора графа. Это семейство графов может быть описано единственным запрещённым минором — алмазом.
Если бабочка и алмаз являются запрещёнными минорами, полученное семейство графов является семейством псевдолесов.

## Алгебраические свойства
Группа автоморфизмов алмаза является группой порядка 4, изоморфной четверной группе Клейна, прямому произведению циклической группы Z/2Z на себя.
Характеристический многочлен алмаза равен {\displaystyle x(x+1)(x^{2}-x-4)}. Алмаз является единственным графом с характеристическим многочленом, определяющим граф его спектром.